# マイソウルメイト
マイソウルメイト - My Soul Mateは、2008年12月10日に徳間ジャパンコミュニケーションズよりメジャーデビューした森田遊と中村篤弘の二人で構成される男性2人組ユニット。
アマチュア時代より12年間に及ぶ活動を続けている。森田はピアノ、コーラス担当、中村は作詞、メインヴォーカル担当。音楽プロデューサーでもある森田は、ピアニストとしての活動も積極的に行っている。中村の書く詞に森田が曲を書き完成された楽曲は、アコースティック特有の重みがあり、懐の深さを貫いている印象である。全体的にピアノがクリアーで太く前面に出ていて「ピアノが命」というサウンドになっている。
最近のシーンでは、玄人受けを狙った作品やサウンドに趣向を凝らした作品、色々なジャンルをミックスさせて音楽性の広さをアピールする作品が目に付くが、『マイソウルメイト』の楽曲はあくまでもシンプルでストレート。
良い曲にヴォーカル、鍵盤といった最小限のコンボがあれば、最高のエンターテイメントを見せられる、というのが彼らの主張である。

## 人物
森田遊（もりた ゆう）
birthday 2月2日 水瓶座
blood A型
favorite David Foster、小田和正
hobby サウナ、野球観戦
洗足学園大学音楽学部声楽家卒業後、都内一流ホテルでピアノプレイヤーとして活躍。
美川憲一、山本リンダのバックをはじめ、多くのセッションでキーボード・ピアノを務める。
数々のアーティストに楽曲を提供しながら、CM音楽及びテレビ番組の音楽担当もこなし、
第28回日本作詩大賞で『あなたに』の作曲で最優秀新人賞を受賞（作詩：さくまのりよし、歌唱：染谷まさ美）。テレビ東京にて主題歌として使われる。
2002年、徳間ジャパンインディーズ「MyFuture record 」を設立。
プロ歌手養成を目的とした森田遊ミュージックアカデミーの代表でもある。
中村篤弘（なかむら あつひろ）
birthday 7月9日 蟹座
blood O型
favorite Sting, ERIC CLAPTON etc..
hobby プロレス、格闘技観戦
16歳の時に東京ミュージックスクールYOUにて生徒として森田と出逢う。
森田とのオリジナル楽曲を制作し始める。
大学在学中は恵比寿、四谷を中心にバンド活動をする傍ら作詞家としても活動し、
2000年meldac(現トライエム)のレーベルより青山香織「SHAKING LOVE」でメジャーデビューを果たす。
その後も数々のアーティストに詩を提供しながら再び森田と音楽活動を始め「マイソウルメイト」を結成する。

## 経歴
12年間に及ぶ活動の末、満を持して徳間ジャパンコミュニケーションズよりデビュー。渋谷、恵比寿を中心にライブ活動を積極的に展開している。2008年12月にデビュー後、渋谷タワーレコード、HMVで連日完売を記録。
また、男性二人でピアノとボーカルというめずらしい構成。
都内を中心に活動しているが地方公演も定期的に行っている。

## 作品
■シングル
『すべてを越えて永遠に』
2008年12月10日
徳間ジャパンコミュニケーション
[曲目]
すべてを越えて永遠に
Escalation Love
I can´t live without you
星をちりばめて
13年目のサヨナラ

■2ndマキシシングル
『ひとりじゃないから』
2010年12月22日
徳間ジャパンコミュニケーション
[曲目]
ひとりじゃないから
花